# Pájaros de verano
Pájaros de verano (en inglés Birds of Passage) es una película dramática colombiana de 2018 dirigida por Cristina Gallego y Ciro Guerra, protagonizada por Carmiña Martínez, Natalia Reyes y José Acosta. Fue seleccionada para abrir la edición n.º 50 de la Quincena de Directores en el Festival de Cannes de 2018. La película, ambientada entre las décadas de 1960 y 1980, narra el ascenso y la caída de una familia wayuú producto de la bonanza marimbera.
Pájaros de verano recibió el premio de la mejor película en el Festival de Biarritz Amérique Latine en 2018, premio que otorga siete mil euros para distribuir la cinta en Francia. En 2019, además, ganó nueve Premios Macondo, entregados por la Academia Colombiana de Artes y Ciencias Cinematográficas, incluyendo los de Mejor Película, Mejor Dirección y Mejor Actriz Principal.
La cinta fue elegida para representar a Colombia en la 91° edición de los Premios Óscar en la categoría Mejor película de habla no inglesa, donde logró conformar el grupo de las nueve preseleccionadas.

## Sinopsis
La bonanza marimbera, el lucrativo negocio de la venta de marihuana a los Estados Unidos, fue un presagio de lo que marcaría a un país por décadas. En la Guajira, una familia wayúu vivirá las desastrosas consecuencias del choque entre la ambición y el honor. Su cultura, sus tradiciones y sus vidas se verán amenazadas por una guerra entre dos tribus wayúu, cuyas consecuencias serán incontrolables.

## Reparto
- Carmiña Martínez - Úrsula
- Natalia Reyes - Zaida
- José Acosta - Rapayet Abuchaibe Uliana
- John Narváez - Moisés
- José Vicente Cotes - Peregrino (El Palabrero)
- Juan Bautista Martínez - Aníbal Abuchaibe
- Greider Meza - Leonidas

## Recepción

### Crítica
En Rotten Tomatoes la película tiene un índice aprobatorio del 95% sobre la base de 19 revisiones con una calificación promedio de 7.9 sobre 10. Metacritic le dio a la película un puntaje promedio de 86 sobre 100, basado en 10 críticas que indican "aclamación universal".
Algunos críticos la han comparado favorablemente con películas de similar temática como El Padrino, Scarface y con la serie de televisión The Sopranos. Eric Kohn de Indiewire le otorgó a la película una calificación B+, refiriéndose a ella como "un poema de tono fascinante sobre la identidad fracturada de Colombia". Jessica Kiang de The Playlist afirmó que la película está "salvajemente viva, pero nos recuerda que no importa cuán modernos seamos, hay canciones antiguas que nuestros antepasados conocían cuyas melodías aún corren en nuestra sangre". Acerca de los Wayuu representados en la cinta, escribió: "los Wayuu aquí no son ni inocentes explotados ni salvajes atrasados, son humanos con instintos de avaricia y rapacidad".
Rodrigo Torrijos de Rolling Stone Colombia alabó la cinta, afirmando que "Proyecta la búsqueda de imágenes potentes que se aferran a la conciencia del espectador... Por momentos el poder visual y una edición precisa son el vehículo narrativo, en otros avoca al diálogo explicativo".

### Comercial
La película fue vista hasta la fecha por 277.000 espectadores.

### Premios
| Organización    | Categoría                     | Receptor                               | Resultado |
| --------------- | ----------------------------- | -------------------------------------- | --------- |
| Premios Platino | Mejor dirección de arte       | Angélica Perea                         | Ganador   |
| Premios Macondo | Mejor película                | Cristina Gallego, Ciro Guerra          | Ganador   |
| Premios Macondo | Mejor dirección               | Cristina Gallego, Ciro Guerra          | Ganador   |
| Premios Macondo | Mejor actriz principal        | Carmiña Martínez                       | Ganador   |
| Premios Macondo | Mejor actor principal         | José Acosta                            | Nominado  |
| Premios Macondo | Mejor actriz de reparto       | Natalia Reyes                          | Ganador   |
| Premios Macondo | Mejor actor de reparto        | Jhon Narváez                           | Ganador   |
| Premios Macondo | Mejor actor de reparto        | Greider Meza                           | Nominado  |
| Premios Macondo | Mejor guion                   | María Camila Arias, Jacques Toulemonde | Nominado  |
| Premios Macondo | Mejor dirección de fotografía | David Gallego                          | Ganador   |
| Premios Macondo | Mejor dirección de arte       | Angélica Perea                         | Ganador   |
| Premios Macondo | Mejor montaje                 | Miguel Schverdfinger                   | Nominado  |
| Premios Macondo | Mejor sonido                  | Equipo de sonido                       | Ganador   |
| Premios Macondo | Mejor vestuario               | Catherine Rodríguez                    | Ganador   |